# Leo von Hagke
Leo Georg Friedrich Bernhard Freiherr von Hagke (* 8. September 1849 in Schilfa; † 7. September 1919 ebenda) war ein deutscher Offizier, Rittergutsbesitzer und Politiker.

## Leben

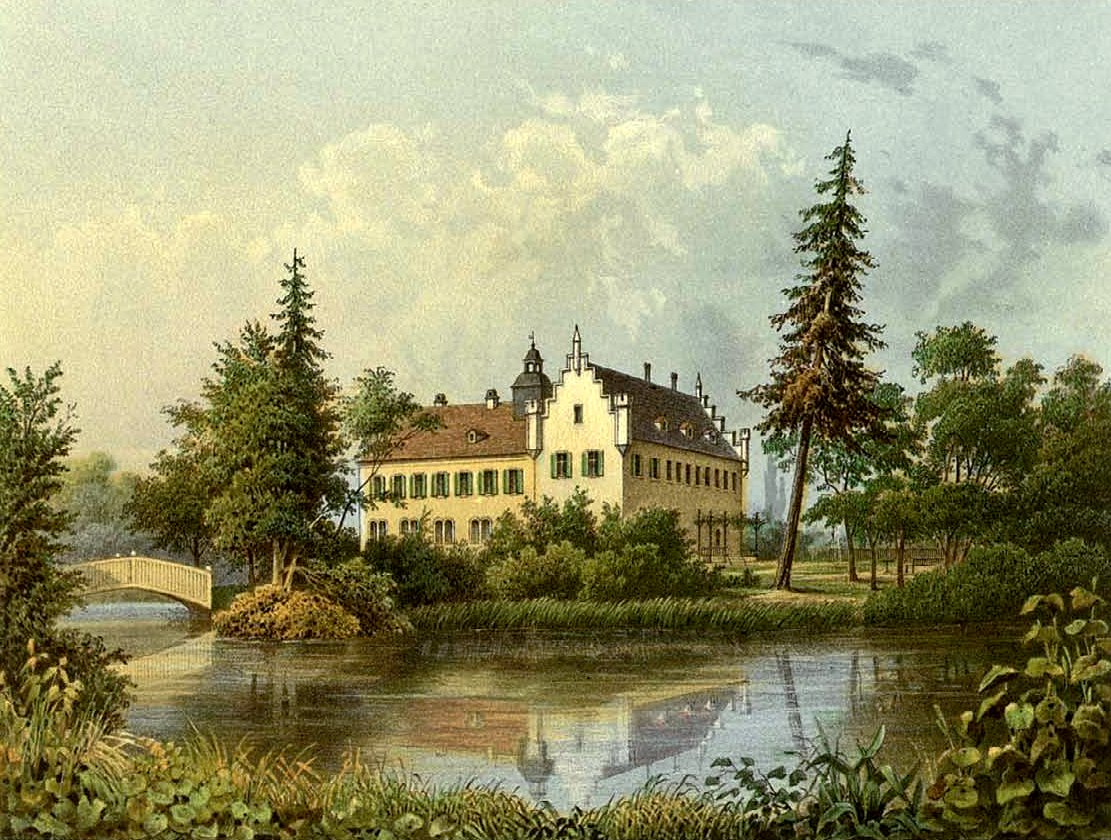
Schloss Schilfa um 1860. Sammlung Alexander Duncker

Leo von Hagke wurde geboren als Sohn des Landrats, Rittergutsbesitzers und MdR Friedrich Bernhard von Hagke und Gabriele, geborene Freiin von Marschall.
Er studierte Rechtswissenschaften an der Georg-August-Universität Göttingen und der Friedrich-Wilhelms-Universität Berlin. 1870 wurde er wie sein Vater Mitglied des Corps Bremensia Göttingen. Er brach das Studium ab und war von 1870 bis 1903 aktiver Offizier in der Preußischen Armee. Sein letzter Dienstgrad war Oberst. Er war Besitzer des Ritterguts Schilfa bei Gangloffsömmern.
Hagke war Kreisdeputierter und Mitglied des Kreistags des Landkreises Weißensee. Von 1908 bis 1918 saß er als Abgeordneter des Wahlkreises Erfurt 3 (Langensalza, Weißensee, Stadt- und Landkreis Mühlhausen) im Preußischen Abgeordnetenhaus. Er gehörte der Fraktion der Konservativen Partei an.
Er heiratete am 25. Juni 1875 Klara Emilie Luise Thusnelde von Reden (* 29. August 1854; † 2. Mai 1901). Das Paar hatte zwei Kinder:
- Armgard Klara Gabriele Adelheid (* 23. Februar 1877)
- Gangloff Friedrich Karl Wolf (* 30. August 1887) Rittmeister ⚭ 1913 Freiin Margarete Hedwig Marie Luise von Seckendorff (* 11. Dezember 1892)